# Sten och Yttersten by

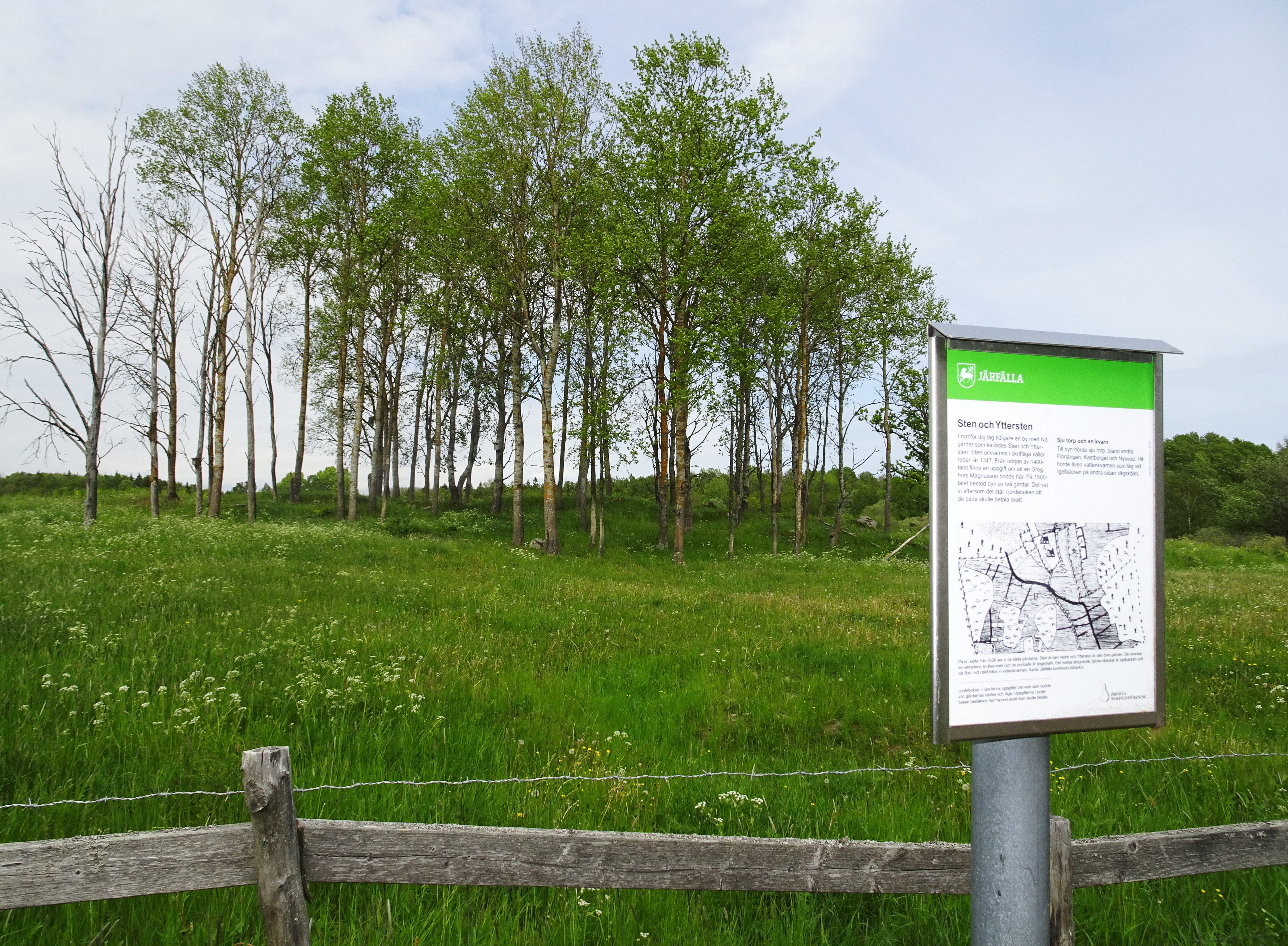
Tomtplatsen för Sten och Yttersten (ungefär vid träddungen) i maj 2019.

Sten och Yttersten by i Järfälla kommun i Stockholms län, var två gårdar i samma by och som också brukade kallas Järfälla-sten. De två gårdarna Sten och Yttersten låg vid Igelbäcken norr om före detta Barkarby flygfält. I skriftliga källor är byn för första gången omnämnd 1404. Två gårdar i byn omnämndes redan i de äldsta handlingarna. Även i Sollentuna fanns det en by med namnet Sten, dessa är ibland svåra att särskilja i de äldre handlingarna. Byplatsen vid Järfälla-Sten kallades så till skillnad från gården Översten i Sollentuna, som även kallades Sollentuna-Sten.
Gården Sten var den sydligare och större gården och den kallades även Storgården. Gården Yttersten var den nordligare och mindre gården och den kallades därför Lillgården. I söder och öster gränsar Sten och Yttersten by till Håga by. I öster gränsar byn till Ålsta by. 
Järfälla-Stens gamla byplats, där nu inga byggnader finns kvar, låg vid Säbysjöns sydöstra sida, cirka 900 meter västnordväst om Hägerstalunds gård. Området ingår numera i Västra Järvafältets naturreservat.

## 1300-talet till 1500-talet

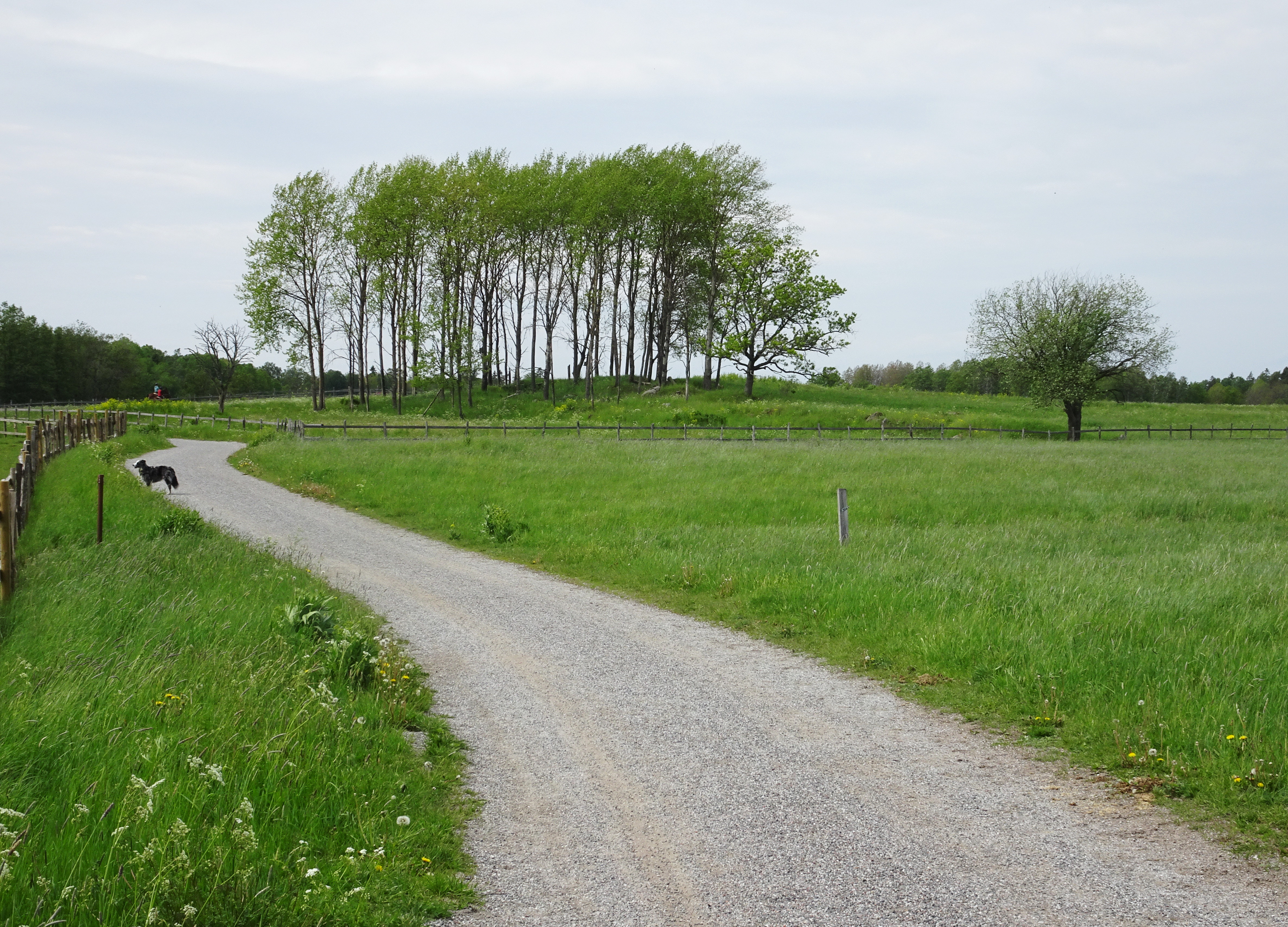
Järva Kilstråk, vy mot norr med tomtplatsen för Sten, Yttersten (ungefär vid dungen) i maj 2019.

Redan under medeltiden nämns Sten i en del bevarade pergamentsbrev från 1347, men om det är Sten i Järfälla eller Sten i Sollentuna som åsyftas, kan inte avgöras. Under ett fastebrev år 1347 är en "nycholao in stene" antecknad som nämndeman.
I ett räfstetingsbrev från år 1404 avses dock med säkerhet Sten i Järfälla. Av detta brev framgår att Greghors Magnusson tidigare ägt ½ markland 10 penningland jord i Sten, som tydligen varit skattefritt, men att Kronan, som nu ägde Sten, nu tilldömdes skatt. Som nämndemän nämns 1419 bönderna Lasse i Sten och Niclis i Sten, varav åtminstone en med säkerhet måste vara från Järfälla. I Sollentuna härad upptas 1492 Anders i Sten som nämndeman i lagmansting. Det framgår inte om han är från Järfälla eller Sollentuna.
Från 1530-talet redovisas i de äldsta jordböckerna i regel två skattegårdar i Sten. Gårdarna betecknas som ½ setting (sjättedel) vardera, men av jordetalet att döma är dessa olika stora vid denna tid. Den ena skattegården är på 11 öresland 4 penningland med nämndemannen Joen Olsson som ägare och brukare. Den andra skattegården är på 10 öresland 4 penningland, som ägs av nämndemannen Erik Mattson i Översten.
Utlagorna, eller de s.k. jordebokspersedlarna, som skrivs på gårdarna är ungefär lika stora. Grundskatterna bestod av jordeboksräntan, mantalsräntan och kronotionden. Ytterstens utlagor sammanförs med Överstens, eftersom dessa båda gårdar tycks ha samma ägare. Av tiondelängderna från 1540- och 1550-talen framgår också , att den ena av gårdarna är större och att de levererar 5 ½ spann säd mera i tionde, vilket framgår för de sex år tiondelängder finns bevarande.
Yttersten skulle ha skänkts till hertig Johan, sedermera Johan III år 1558 av Michel Bengtsson i Stockholm och Rasmus Bengtsson i Fiskeby, att döma av handlingar från 1558 i Arv och eget i Gustav Vasas privata godsinnehav i Kammararkivet. Enligt samma källa skulle gården ha fallit på Kungl. Majt:s del tillsammans med andre arvegods och kronogods och således blivit arv och eget-hemman, och därför upptas den ej i de vanliga jordeböckerna. Arv och eget-godsen upptas från 1594 under en särskild rubrik i de vanliga jordeböckerna och Yttersten återfinns nu här. Sten brukas av Pär Olsson och Yttersten brukas av Zacharias, enligt 1599 års förmögenhetsuppteckning. Vid denna är Pär Olsson nämndeman och sexman och som god man han övervarar han kyrkoherdetillträdet 1598. Till och med jordeboken 1603 skrivs han på Sten, medan Oloff Persson införts i jordboken året därpå. Fram till 1620-talet brukar denne gården, då hans bröder Lars och Staffan Persson övertar jordbruket.

## 1600-talet

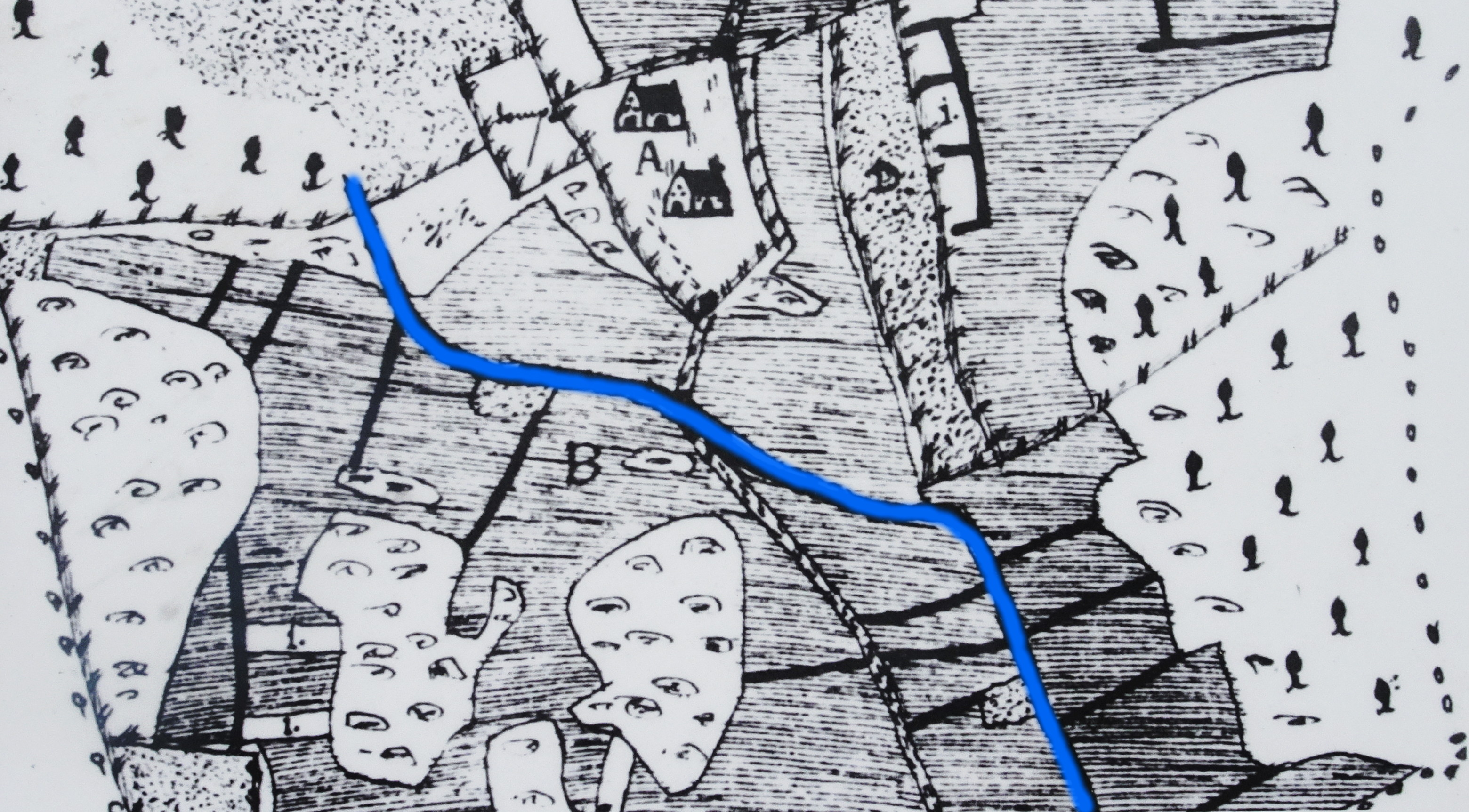
Del av karta över Sten och Yttersten by från år 1636. A betecknar de båda gårdsplatserna. B är platsen för vattenkvarnen. Igelbäcken är blåmarkerad. De tätt streckade områdena är åker och de prickade är ängsmark. I kartans nedre och högra kant går Stens och Ytterstens gräns mot Håga by. I vänstra kanten går gränsen mot Ålsta by.

Hertig Johan av Östergötland (1589-1618), son till Johan III, disponerar från 1605 till sin död 1618 Yttersten samt de övriga arv och egnagodsen, Rocksta och Ålsta by, som sedan tillfaller Gustaf II Adolf, som var kusin till Johan, hertigen av Östergötland. Ålsta utjord skänktes, liksom Yttersten, till hertig Johan, sedermera Johan III, av Michel Bengtsson i Stockholm och Rasmus Bengtsson i Fiskeby, troligen samtidigt med Yttersten år 1558, vilket framgår av handlingar från 1613 i Arv och eget i Kammararkivet.  I 1631 års jordebok anges det att Sten har brunnit ned av vådeld och är befriat från utlagor. Nu har Yttersten fått Anders Jonsson till brukare. Han var drottningens "foredere", eller "förridhere", d.v.s. tjänsteman som särskilt hade att sörja för inkvartering och dylikt vid resor. Jonsson hade fått gården på frihet för åren 1630 och 1631. Före Anders Jonsson brukades Yttersten av sekreterare Erich Simonsson och därefter av hans änka, hustrun Ursilia. Fram till början av 1640 brukar Anders Jonsson Yttersten.
Anders Jonsson har förlänats Yttersten på livstid, enligt 1640 års verifikationer. Men 1641 års verifikationer meddelar att, fältmarskalken Lennart Torstenson (1603-1651) fått gården som ärftlig förläning under Norrköpings besluts villkor. Norrköpings besluts gods var ärtfliga län, som reglerades genom bestämmelser, som på Karl IX:s förslag gavs genom beslut på Riksdagen i Norrköping 1604. Dessa villkor innebär förläning som vid regementskifte skulle bekräftas av den nye regenten. Yttersten övergår efter Lennart Torstensons död 1651 till hans son Anders Torstenson (1641-1686), riksråd och president vid Åbo hovrätt.
Från 1670-talets början och ett tiotal år framåt syns dock gården ha disponerats av riksamiralen Gustaf Otto Stenbock (1614-1685), far till Anders Torstensons maka, Christina Catharina Stenbock (1649-1719). Under en del av denna tid arrenderar Gustaf Otto Stenbock ut Yttersten till kapten Sigurd Weidenbohm. Vid hösttinget 1672 får Sigurd Weidenbohm häradsrättens bevis, att Yttersten genom förre arrendatorns försummelser är mycket förfallet och husen nedruttna. Anders Torstenson har emellertid åter dispositionen av Yttersten år 1683, för samma år säljer han gården till assessorn Nils Arvidsson Hägerflycht (1635-1702). Nils Arvidsson Weinheim adlades Hägerflycht 1675, till Hanestad, nuvarande Hägerstalund, i Spånga socken. Nils Arvidsson Hägerflycht var assessor i likvidationskommissionen från 1686.
De båda gårdarna i Järfälla-Sten byter jordnatur i samband med 1680-talets reduktioner. Sten övergår sålunda från skatte till frälse jordnatur.
År 1683 läggs Yttersten under Hägerstalund i Spånga socken och 1686 läggs även Sten under Hägerstalund. Genom riksrådet och riksmarskalken Åke Axelsson (Natt och Dag)s köp från Kronan 1641 var Sten nämligen s.k. köpegods och skulle reduceras, det vill säga indragas till Kronan. Men då Åke Axelssons dotterdotter friherrinnan Christina Claesdotter Bielkenstierna (1645-1716) i stället uppgav frälsegods i Uppland och Strömsholms län till Kronan fick Sten dessas frälsegods. Christina Bielkenstierna var dotter till amiralen Claes Bielkenstierna (1615-1662) och hans hustru Barbro Åkesdotter (Natt och Dag) (död 1680) och hon var under åren 1662-1690 ägare till Åkeshovs slott, som hon ärvde 1662, men hon förlorade det 1690 genom reduktionen till Kronan. Från arv och eget övergår Yttersten också till frälse. Under Norrköpings besluts villkor hade detta hemman förlänats och skulle också dras in till Kronan. Då ville Anders Torstenson i stället byta Yttersten med flera mot köpegods i Dalsland och låta de sistnämnda dras in. Hans arvingar fick i stället lämna frälsegods i Västergötland, eftersom inga byten fick ske annat än mot rent frälse. Dessa frälsegods övergick då på Yttersten.

## 1700-talet till 1900-talet

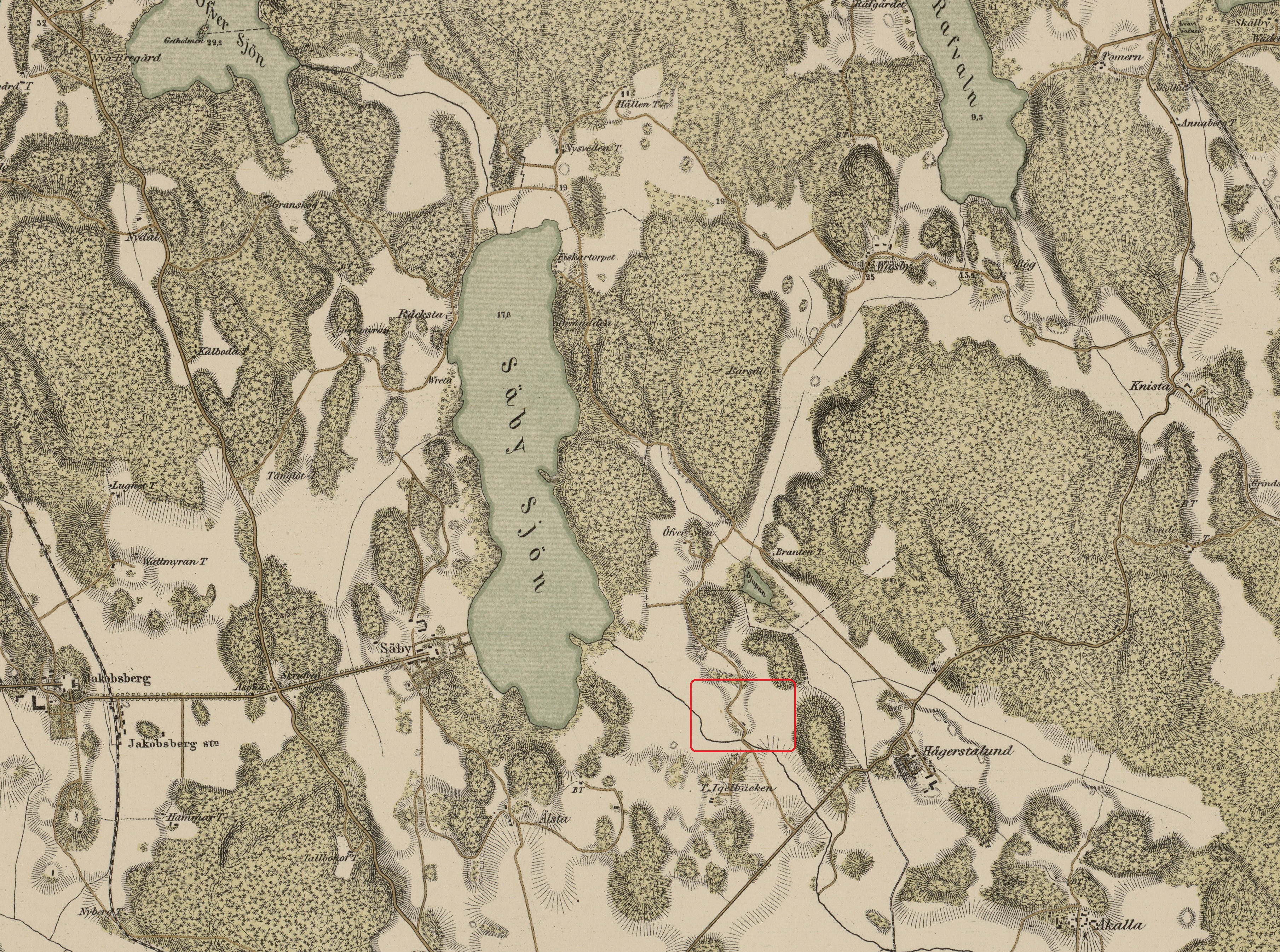
Sten och Ytterstens läge markerat med röd ram på Topografiska corpsens karta "Trakten omkring Stockholm" från 1861.

Gårdarna i Sten övergår efter Nils Arvidsson Hägerflychts död 1702 till sonen assessorn Arvid Nilsson Hägerflycht (1665-1751). Han var liksom fadern assessor, men i reduktionskommissionen. Byn kartläggs 1710 under hans tid. Sten eller Storgården kallas här också Södergården och anges bestå av 15 2/3 öresland, och gården har nu två brukare. På Yttersten, eller Lillgården, som i kartbeskrivningen även kallas Norrgården består av 5 2/3 öresland, och gården har nu en brukare, Per Arfvidsson och Mats Andersson. Södergården har ett årligt utsäde på 16 tunnor 4 17/64 kappar samt skördar 32 1/3 lass hö per år. Byn har skog och utmark tillsammans med Sollentuna-Sten efter hemmantal, på andra sidan denna gård, det vill säga norr därom. Från 1708 och till 1720 har Sten två brukare och gårdarna i Sten brukas självständigt, fastän de ligger under Hägerstalund. 1720 övertar en av de tidigare hälftenbrukarna hela hemmanet och brukar det till 1762. Per Jansson i Yttersten innehar Yttersten åren 1762-1792. Sten innehas kortare perioder av nämndeman Jonas Ersson, som 1784 kommer från Håga by och är kvar till 1792, samt av nämndeman Sven Olsson därefter till 1806.
Sten brukas efter Sven Olssons avflyttning 1806 av Jan Persson, som sedan 1797 brukat Yttersten efter sin far Per Bengtsson. Fram till 1814 brukar Jan Persson båda hemmanen. Han efterträddes då av nämndemannen Hans Jansson, som är kvar till sin död 1831. Till 1836 brukas Sten och Yttersten gemensamt ytterligare några år. Fram till 1836 brukas dock gårdarna Yttersten och Sten fortfarande självständigt, men då läggs gårdarna under Hägerstalund. Kort tid därefter avhyses gårdarna. 
Godsägare C.O. Rydberg var den siste privatpersonen som äger Hägerstalund och därmed även Sten och Yttersten. Han förvärvade Hägerstalund med underlydande gårdar på exekutiv auktion 1901. På grundval av en år 1900 upprättad karta lät C.O. Rydberg år 1902 verkställa laga skifte mellan Sten och Yttersten. Nu fick Sten sina ägor i två skiften. Det ena skiftet omfattade alla inägorna kring den gamla byplatsen och ända upp till torpet Kastberget (eller Fiskartorpet). Det andra skiftet omfattade området öster och nordväst om ån vid torpet Nysved. För Ytterstens del får det sina ägor i ett enda skifte från Kastberget i söder till Översjön i norr, vilket innefattade bland annat torpet Nysved och det enda undantaget blir det förut nämnda skiftet till Sten. År 1970 övergick området från Järfälla kommun till Kronan.

## Torp under Sten och Yttersten

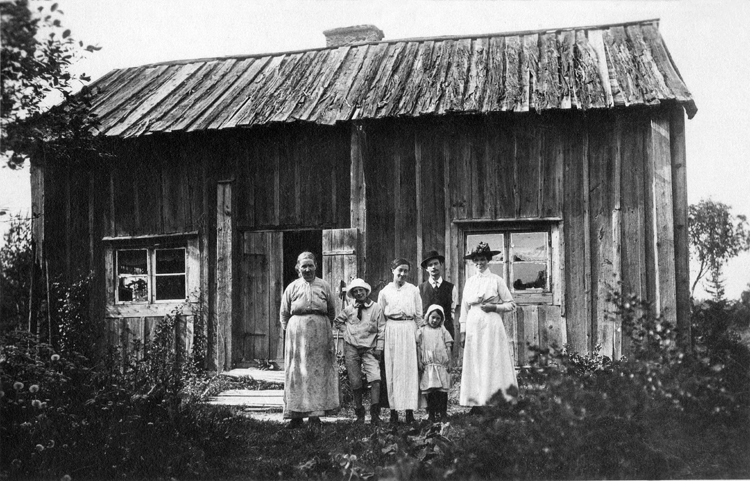
Igelbäcken i början av 1900-talet.

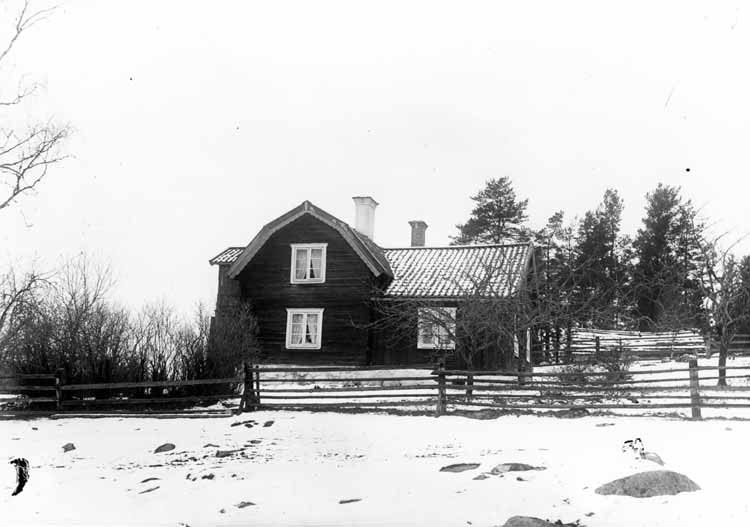
Torpet Nysved, 1920-talet.

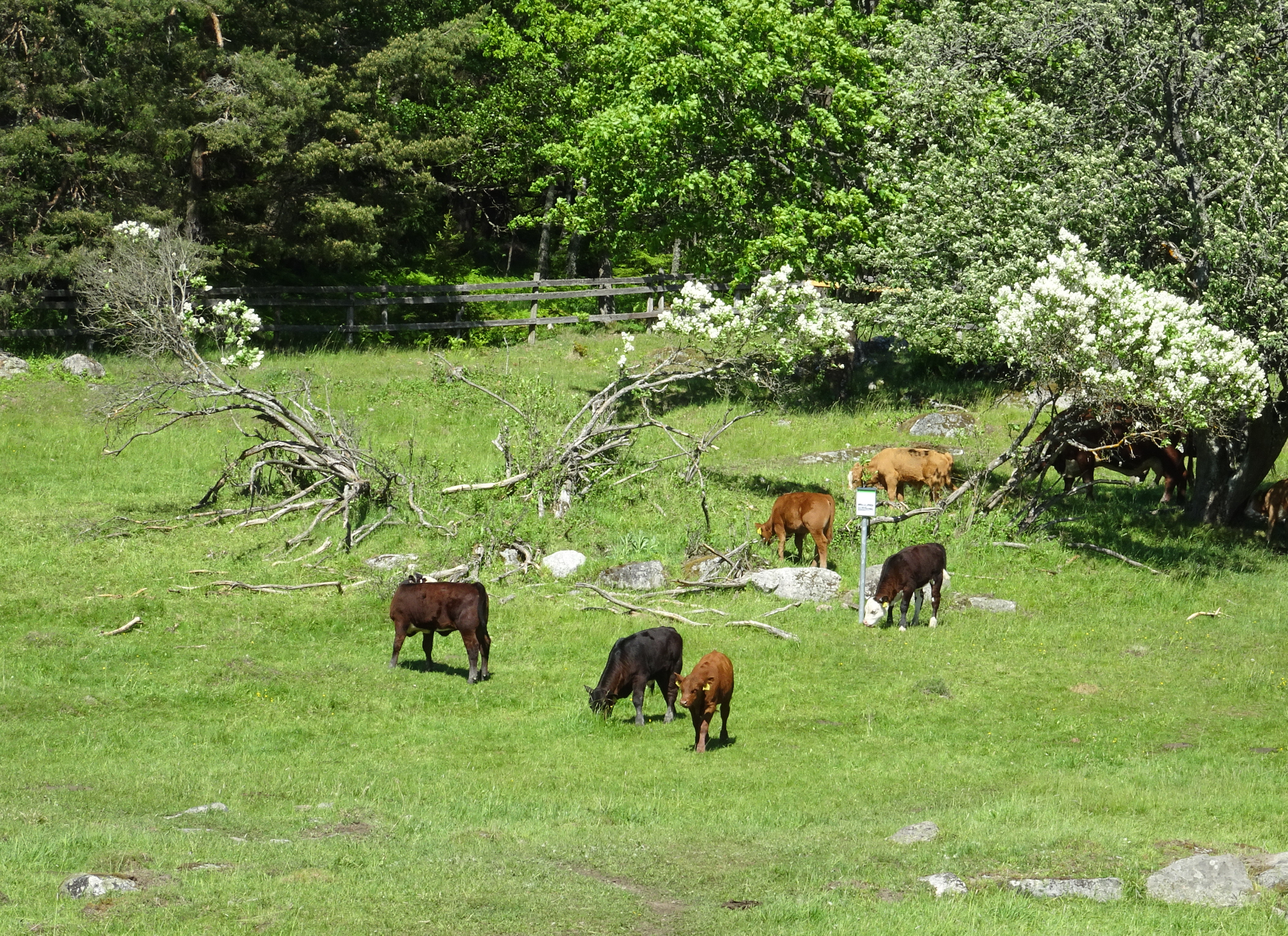
Nysveds torpplats i maj 2019.

Under byn Sten låg sju torp: Finnängen, Igelbäcken, Kalkviken, Kastberget, Nysved, Ormudden och Sjögärdet. Inga av dessa torps byggnader finns idag bevarande, men man kan fortfarande se resterna av den forna bebyggelsen i form av husgrunder och trädgårdsväxter som syren och krusbär. 
Torpet Finnängen var ett av de äldsta torpen under Sten. Sedan Stens gård upphört ägdes gården av Hägerstalund. Torpet Finnängen låg vid Säbysjöns norra ände, cirka 600 meter nordnordöst om Rocksta gård. Finnängen existerade från 1600-talets början fram till 1866. Redan i hjonelagslängden 1611 återfinns torpet Finnängen. Enligt längden betalar Lasse i Finnängen med hustru 6 mark i hjonelagspenningar. Torpet finns även markerat på 1636 års lantmäterikarta över Sten och då ligger det under Storgården i Sten. Enligt Nils Jöranssons vittnesmål vid hösttinget 1691 brukas torpet efter Storgårdens försäljning till Åke Axelsson (Natt och Dag) med dennes tillstånd en tid under Rocksta. Enligt husförhörsbok och mantalslängd är torpet bebott till 1866. Det självständiga jordbruket av Storgården i Sten hade upphört 1836 och då lades jordbruket direkt under Hägerstalund. Såldes överlevde Finnängen sin moderby med 30 år. Ett Finnängen upptas i mantalslängderna 1877-1880 under Håga by. Det kan emellertid inte säkert avgöras ifall detta är samma bebyggelse som Finnängen under Sten.
Torpet Igelbäcken låg 300 till 400 meter sydsydväst om Stens gårdsplats och cirka 500 meter västsydväst om den punkt där Säbyån skär gamla vägen Barkarby-Hägerstalund. Torpet har även kallats Bäcken eller Bäckstugan. På 1690 års karta över Sten finns torpet Igelbäcken markerat. Från och med 1695 upptas det också i mantalslängderna. Redan vid denna tid tycks Igelbäcken vara boställe för mjölnaren vid Stens vattenkvarn och det fortsätter att vara boställe till 1860-talets slut. Därefter drivs kvarnen direkt under Hägerstalund till 1904, enligt mantalslängden och enligt församlingsboken 1906, men detta är säkerligen fel, för enligt samstämmiga uppgifter fån gamla sockenbor har Igelbäcken varit bebott till 1926.
Kalkvikens torp låg omedelbart öster om Översjöns södra del, där Översjöns avlopp till Säbysjön utgår, och cirka 500 meter östsydöst om Getholmen i Översjön. Ön Getholmen ligger mitt i Översjön och är idag fågelskyddsområde. Kalkviken upptas i husförhörslängden från och med 1804, då stattorparen Petter Enström bor där, och i mantalslängden från och med 1808. Enligt husförhörslängden är sedan Kalkviken bebott till 1843 och upptas i mantalslängden till och med 1844.
Torpet Kastberget eller Fiskartorpet, låg vid Säbysjöns östra strand, nära strandens nordspets och cirka 600 meter östnordöst om Rocksta gård. Enligt husförhörslängden var torpet bebott till och med 1885. Torpet finns inte kvar längre. Under beteckningen Kastberget upptas torpet i husförhörslängden från och  med 1774, då fiskaren Per Olsson bebor torpet. Från och med 1770-talet och framåt används beteckningen Kastberget och Fiskartopet i kyrkoböckerna. Från och med 1787 införs torpet i mantalslängden till en början enbart under beteckningen Kastberget, men från mantalslängden 1793 införs torpet med dubbelbeteckningen Fiskartorpet eller Kastberget, för att slutligen från och med mantalslängden 1800 kallas enbart Fiskartorpet.
Torpet Nysved låg cirka 400 meter nordnordöst om Säbysjöns nordspets och invid vägen från Rocksta till gårdarna Väsby och Bög i Sollentuna socken. Torpet var bebott till 1935, men revs kort därefter. Där Nysveds torpplats nu ligger utbreder sig idag Västra Järvafältets naturreservat.
På tidigare kartor har det område som torpet Nysved låg på omväxlande hänförts till Järfälla socken och Sollentuna socken, men från 1900-talets början förs det definitivt till Järfälla på kartorna. I mantalslängden från Sollentuna socken 1695 förekommer torpet Nysved och i Sollentuna husförhörslängd förekommer det från 1714. Nysved redovisas emellertid till Järfälla från och med mantalslängden 1928.
Torpet Ormudden låg invid Säbysjöns östra strand, cirka 300 meter söder om torpet Kastberget och cirka 500 meter öster om Rocksta. Torpet finns i mantalslängden och husförhörsboken fanns det kvar till och med 1887. Redan 1811 upptas torpet Ormudden i husförhörslängden och från 1815 upptas det i mantalslängden. 
Förre torparen i Finnängen, Anders Jansson och hans hustru Maja Stina Bengtsdotter, fick genom ett överlåtelsebrev 26 oktober 1811 av ägarna till Hägerstalund, Catharina Charlotta Teet och Teodor Mauritz Aminoff, tillstånd att på Lillskogen vid Ålstasjön (Säbysjön) och Ormudden uppföra nödiga byggnader samt däromkring odla all mark. De fick bebo platsen till sin död, men de fick inte transportera torpet på andra. Numera tillhör Hägerstalunds gård, som byggdes på 1680-talet på initiativ av ämbetsmannen Nils Arvidsson Hägerflycht (1635-1702), som övertog de båda Hansta-gårdarna. Hägerstalunds gård ligger idag i stadsdelen Hansta. På 1600-talet ägdes Hägerstalunds gård av Nils Arvidsson Hägerflycht och vid hans död 1702 ärvdes gården av sonen, landshövding Arvid Nilsson Hägerflycht (1665-1751). Efter honom övertogs gården av släkten Teet och Aminoff, därefter övertogs gården av ofrälse stockholmsborgare.
Torpet Sjögärdet låg vid den sydligaste delen av Säbysjöns östra strand, cirka 1 km östnordöst om Säby gård och cirka 700 till 800 meter nordväst om Stens gamla gårdsplats. Torpet finns inte kvar längre, men husförhörsboken fanns det kvar till 1883 och i mantalslängden fanns det kvar till och med 1884. Torpet Sjögärdet finns markerat på lantmäterikartan över Sten 1690 och det upptas i mantalslängden från och med 1695. År 1695 är det år då den så gott som obrutna följden mantalslängder för Järfälla börjar. Torpet kallas även Fiskartorpet på en sammanställningskarta över Järfälla från 1800-talets tidigare hälft.

## Kvarnar
Stens vattenkvarn låg vid Säbyån 200 till 300 meter sydsydöst om Stens gårdsplats och cirka 300 meter nordnordväst om den punkt där Säbyån skär gamla vägen Barkarby-Hägerstalund. Till och med 1885 upptas Stens vattenkvarn i mantalslängden och enligt notering i mantalslängderna från och med 1810 drivs vattenkvarnen tillsammans med en väderkvarn på Stens ägor, som i mantalslängderna ibland kallas Ålsta väderkvarn.

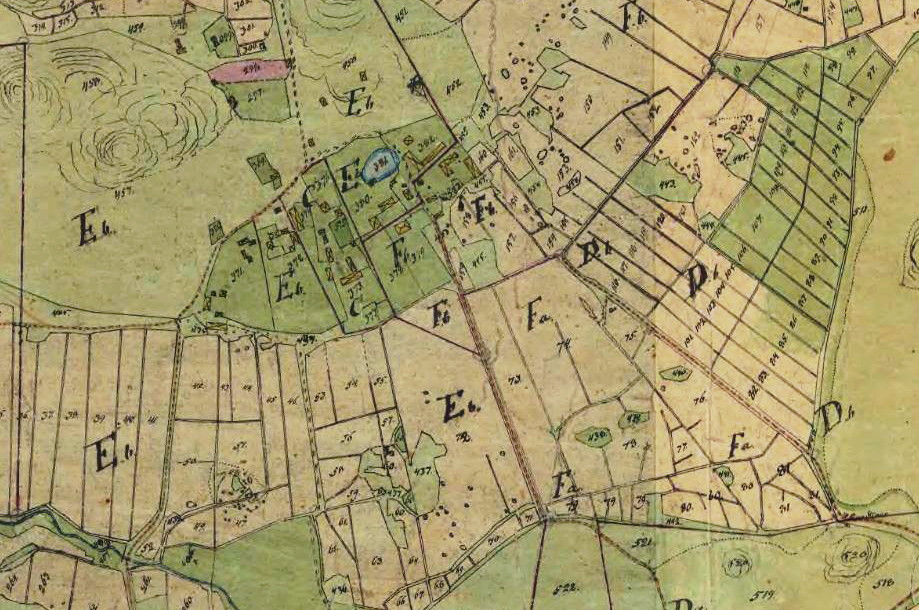
Karta över Akalla by 1845.

Under Storgården i Sten finns redan i 1601 års jordebok angivet att det fanns en tullkvarn (avgiftskvarn). Uppdämningarna från kvarnen vid Sten har skadat Anton Gigat på Säbys mark, vilket han klagar över vid hösttinget 1686. Kvarnen vid Sten har funnit sedan urminnes tider, men varit förfallen en tid och för fyra år sedan uppsatt på nytt, vilket sägs i domböckerna från hösttinget 1686. Nils Hägerflycht anklagar säbyborna  för att ha raserat dammen vid Stens kvarn i juli 1695, vilket säges vid hösttinget 1695 och vid vintertinget 1696. Raseringen av dammen har förorsakat skada både på Sten och Håga ägor och på Akalla (i nuvarande stadsdelen Akalla på Järvafältet), Äggeby gård (i Spånga socken på Järvafältet strax norr om Tensta) och Ärvinge bys marker (idag ett informellt område i södra delen av stadsdelen Kista, som tillhörde byn Ärvinge). Ägarna till dessa tre gårdar har i sin tur också stämt ägaren till Säby, Anton Gigat.
Stens väderkvarn på Stens ägor tycks ha tillkommit vid 1700-talets slut eller 1800-talets början. En väderkvarn finns markerad på Stens ägor cirka 300 meter söder om torpet Igelbäcken. Tillsammans med Stens vattenkvarn och såg upptas denna väderkvarn i mantalslängderna från 1810 till 1863, men till en början kallas denna väderkvarn oftast Ålsta väderkvarn. Stens väderkvarn har troligen tillkommit efter det att Ålsta väderkvarn invid Ålsta by hade lagts ned, troligen på 1780-talet, och då övertog till en början Stens väderkvarn namnet Ålsta väderkvarn. Hägerstalunds ägare, lantbrukare Edvard Nordblad, utarrenderar Stens väderkvarn och såg samt torpet Igelbäcken på fem år, enligt ett arrendekontrakt 26 januari 1863, till mjölnaren J. Erik Johansson. Genom kontraktet framgår således att väderkvarnen måste ha varit i bruk även under denna tid.